# Chiesa e monastero di Santa Chiara (e reclusorio delle reepentite)
Il monastero di Santa Chiara e la chiesa ad esso annessa, furono costruiti nel 1392 e formavano un isolato occupante l’area dell’odierna piazza Iolanda a Trapani.
Nel 1701 le monache del reclusorio di Santa Maria Maddalena, detto delle ree pentite, fondato da padre Giacomo da Gubbio e dai nobili frati Giuseppe Sanclemente e Pietro Di Ferro nel 1542 in un edificio di vico dei Compagni, si trasferirono nel monastero di Santa Chiara.

## Storia

### Monastero di Santa Chiara
La chiesa e il monastero di Santa Chiara sorsero nel 1392, occupando l’area dell’odierna piazza Iolanda. Nel 1701 le religiose dell’Ordine di Santa Chiara abbandonarono il monastero e si trasferirono in quello di Santa Elisabetta.
In quello stesso anno il monastero venne abitato dalla monache del reclusorio delle ree pentite, sotto il titolo di Santa Maria Maddalena, come si apprende da un atto del 6 giugno 1701, rogato presso il notaio Matteo di Blasi. Le suddette monache abbandonarono il vecchio edificio di vico dei Compagni per insufficienza ed insalubrità dei locali. Nel 1890 il monastero e la chiesa vennero rasi al suolo, e l’area destinata a piazza.

### Reclusorio di Santa Maria Maddalena
Il padre Giacomo da Gubbio, aiutato nelle sue fatiche dai nobili padri scalzi Giuseppe Sanclemente e Pietro Di Ferro juniore, fondò, nel 1542 un reclusorio sotto il titolo di Santa Maria Maddalena. Esso accoglieva quelle donne che, abbandonata la propria vita licenziosa, ne volessero abbracciare una tutta cristiana, dedicata alla preghiera. Col tempo il cenobio divenne un’edificante monastero di claustrali, che abbracciarono la regola del Terz’ordine francescano.
Annessa al reclusorio delle ree pentite era la piccola chiesa di Santa Margherita, di poco valore artistico, esistente già nel 1430: essa cambiò denominazione e venne dedicata a San Generoso dopo l’anno 1789, quando cioè fu affidata all’arte dei cocchieri, carrettieri e staffieri, che l’hanno restaurata. Il reclusorio delle reepentite, intitolato a Santa Maria Maddalena, nel 1701 si trasferì nel monastero di Santa Chiara, essendo insalubri e insufficienti gli originari locali.